# Liste der Kulturgüter in Bursins
Die Liste der Kulturgüter in Bursins enthält alle Objekte in der Gemeinde Bursins im Kanton Waadt, die gemäss der Haager Konvention zum Schutz von Kulturgut bei bewaffneten Konflikten, dem Bundesgesetz vom 20. Juni 2014 über den Schutz der Kulturgüter bei bewaffneten Konflikten sowie der Verordnung vom 29. Oktober 2014 über den Schutz der Kulturgüter bei bewaffneten Konflikten unter Schutz stehen.
Objekte der Kategorien A und B sind vollständig in der Liste enthalten, Objekte der Kategorie C fehlen zurzeit (Stand: 1. Januar 2023).

## Kulturgüter
| Foto | | Objekt | Kat. | Typ | Standort                                                             | Beschreibung |
| ---- | --- | --- | ---- | --- | -------------------------------------------------------------------- | ------------ |
| ja   | Datei hochladen · Wikidata zu Reformierte Kirche Saint-Martin, Pfarrhaus und festes Haus (Q3517542)            | Reformierte Kirche Saint-Martin, Pfarrhaus und festes Haus (Standort des ehemaligen Priorats) Église réformée Saint-Martin, cure et maison forte (site de l'ancien prieuré) KGS-Nr.: 05968 | A    | G   | Au Village / Place des Tilleuls 1 / Chemin de Vinzel 511733 / 145294 |              |
| ja   | Datei hochladen · Wikidata zu Ziegelei von Vinzel mit Hoffmann-Ofen (Q3541928)                                 | Ziegelei von Vinzel mit Hoffmann-Ofen / Tuilerie de Vinzel avec four Hoffmann KGS-Nr.: 11665                                                                                               | A    | G   | Chemin de la Tuilière 511275 / 144679                                |              |
| ja   | Datei hochladen · Wikidata zu Château du Rosey mit Herrenhaus, Festungshaus, Garten und Obstgarten (Q29890610) | Château du Rosey mit Herrenhaus, Festungshaus, Garten und Obstgarten / Château du Rosey avec maison de maître, maison forte, jardin et verger KGS-Nr.: 05966                               | B    | G   | Chemin du Rosey 6, 8a 511649 / 145411                                |              |
| BW   | Datei hochladen · Wikidata zu Das Haus des Syndikus (Jules Rossier Haus) (Q29890617)                           | Haus des Syndikus (Jules Rossier Haus) / Maison du syndic (maison Jules Rossier) KGS-Nr.: 05967                                                                                            | B    | G   | Rue de l’Église 5 511739 / 145250                                    |              |
| BW   | Datei hochladen · Wikidata zu Bauernhaus (Q29890613)                                                           | Bauernhaus / Ferme KGS-Nr.: 10318 | B    | G   | Grand-Rue 14 511737 / 145131                                         |              |